# Justicia floribunda
Espèce
Synonymes
- Jacobinia pauciflora Benth. & Hook. f.[1]
- Justicia pauciflora (Nees) Griseb.[1]
- Justicia rizzinii Wassh.[1]
- Libonia floribunda K.Koch[1]
- Sericographis pauciflora Nees[1]

Justicia floribunda est une espèce de plantes à fleurs dicotylédones de la famille des Acanthaceae, sous-famille des Acanthacoideae, originaire d'Amérique du Sud (du Brésil à l'Argentine).
Parfois cultivée comme plante ornementale, Justicia floribunda peut être cultivée en pot comme plante d'intérieur, ou en serre ou dans des jardins en climat méditerranéen, à l'abri du gel.
Cette plante a été primée par la Royal Horticultural Society et a reçu un prix, Award of Garden Merit en 1993,

## Étymologie
Le nom générique, « Justicia », est un hommage à James Justice (1698-1763), éminent horticulteur et jardinier écossais du XVIIIe siècle.
L'épithète spécifique, « floribunda », est un adjectif latin (floribundus, -a, -um) signifiant « très florifère ». 

## Description

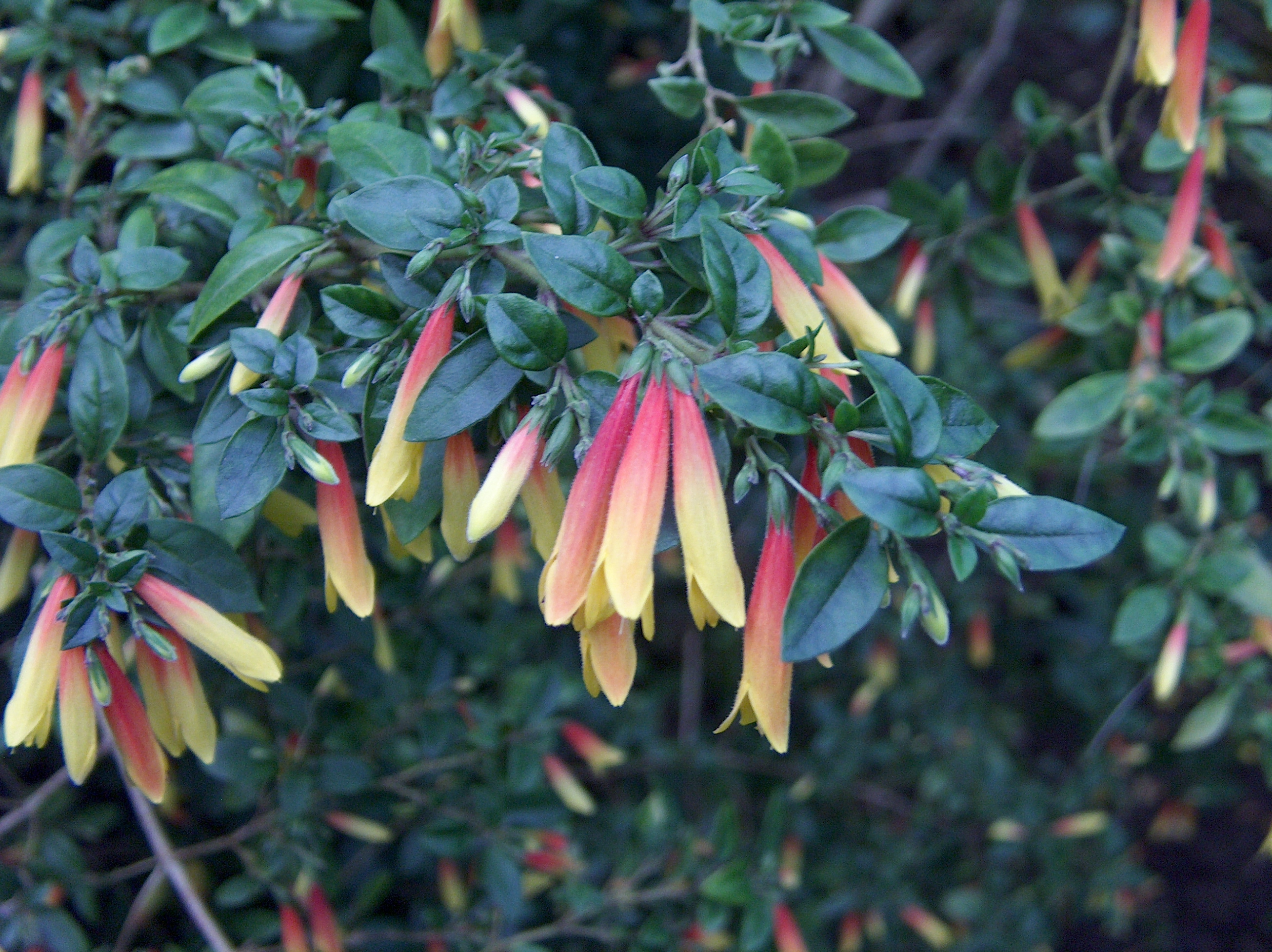
Plante fleurie.

Justicia floribunda est un arbuste persistant, de petite taille, pouvant atteindre 60 cm de haut, aux feuilles simples, opposées, elliptiques ou ovoïdes. Le limbe foliaire, glabre, long de 2 à 5 cm, à l'apex aigu et aux marges entières, présente une face supérieure vert foncé et une face inférieure légèrement plus claire. Les fleurs, de couleur rouge et jaune, sont groupées en inflorescence terminales ou axillaires. Les fruits sont des capsules déhiscentes. 